# SuperDraft de la MLS 2000
El SuperDraft de 2000 fue el 1º evento de este tipo para la Major League Soccer, el SuperDraft consistió de seis rondas con docee selecciones en cada una de las rondas, para un total de 72 jugadores seleccionados en el proyecto, como dato curioso esta que el Columbus Crew y el D.C. United no tomaron su última selección en el sexta ronda por lo cual solo fueron 70 selecciones.
Para esta primera edición del SuperDraft los equipos seleccionaron tanto jugadores universitarios como de clubes de otros países y del Proyecto-40

## Primera ronda
|  | Miembro de Proyecto-40 |

| N.º | Jugador          | Equipo de la MLS                                                                                                   | Universidad/Proyecto/Club                | Posición       | Imagen |
| --- | ---------------- | --- | ---------------------------------------- | -------------- | ------ |
| 1   | Steve Shak       | MetroStars | Universidad de California en Los Ángeles | Defensa        |        |
| 2   | Nick García      | Kansas City Wizards                                                                                                | Universidad de Indiana                   | Defensa        |        |
| 3   | Adin Brown       | Colorado Rapids (desde New England Revolution vía D. C. United vía Miami Fusion vía Columbus Crew vía Dallas Burn) | The College of William and Mary          | Portero        |        |
| 4   | Carlos Bocanegra | Chicago Fire (desde Chicago Fire)                                                                                  | Universidad de California en Los Ángeles | Defensa        |        |
| 5   | Aleksey Korol    | Dallas Burn (desde Miami Fusion vía D. C. United vía Colorado Rapids)                                              | Universidad de Indiana                   | Delantero      |        |
| 6   | Danny Califf     | Los Angeles Galaxy (desde Tampa Bay Mutiny vía Chicago Fire)                                                       | Universidad de Maryland                  | Defensa        |        |
| 7   | Wes Hart         | Colorado Rapids | Universidad de Washington                | Centrocampista |        |
| 8   | Travis Mulraine  | San José Earthquakes (desde Chicago Fire)                                                                          | Joe Public FC                            | Centrocampista |        |
| 9   | John Wilson      | Kansas City Wizards (desde Columbus Crew vía Miami Fusion)                                                         | Charleston Battery                       | Centrocampista |        |
| 10  | Alan Woods       | Colorado Rapids (desdeDallas Burn vía New England Revolution)                                                      | Universidad de Clemson                   | Defensa        |        |
| 11  | Sasha Victorine  | Los Angeles Galaxy                                                                                                 | Universidad de California en Los Ángeles | Centrocampista |        |
| 12  | Bobby Convey     | D.C. United | Proyecto-40                              | Centrocampista |        |

## Segunda ronda
|  | Miembro de Proyecto-40 |

| N.º | Jugador           | Equipo de la MLS                                                       | Universidad/Proyecto/Club                       | Posición       | Imagen |
| --- | ----------------- | ---------------------------------------------------------------------- | ----------------------------------------------- | -------------- | ------ |
| 13  | Stephen Armstrong | D.C. United (desde MetroStars vía New England Revolution)              | Universidad Butler                              | Centrocampista |        |
| 14  | Rusty Pierce      | New England Revolution (desde Kansas City Wizards)                     | Universidad de Carolina del Norte en Greensboro | Defensa        |        |
| 15  | Peter Byaruhanga  | Kansas City Wizards (desde New England Revolution vía Colorado Rapids) | Universidad de Alabama en Birmingham            | Delantero      |        |
| 16  | Justin Evans      | San Jose Earthquakes                                                   | Riverhounds Pittsburgh                          | Centrocampista |        |
| 17  | Martín Machón     | Miami Fusion                                                           | Santos Laguna                                   | Centrocampista |        |
| 18  | José Ragusa       | San Jose Earthquakes (desde Tampa Bay Mutiny)                          | Long Island Rough Riders                        | Defensa        |        |
| 19  | Eric Denton       | D.C. United (desde Colorado Rapids vía San Jose Earthquakes)           | Universidad de Santa Clara                      | Defensa        |        |
| 20  | Keyeno Thomas     | Colorado Rapids (desde Chicago Fire vía Kansas City Wizards)           | Joe Public FC                                   | Centrocampista |        |
| 21  | Rolando Aguilera  | Columbus Crew                                                          | Academia Tahuachi                               | Centrocampista |        |
| 22  | Antonio Martínez  | Dallas Burn                                                            | Universidad Estatal de California, Fullerton    | Centrocampista |        |
| 23  | Peter Vagenas     | Los Angeles Galaxy                                                     | Universidad de California en Los Ángeles        | Centrocampista |        |
| 24  | Adrian Narine     | San Jose Earthquakes (desde D. C. United)                              | Joe Public FC                                   | Delantero      |        |

## Tercera ronda
|  | Miembro de Proyecto-40 |

| N.º | Jugador         | Equipo de la MLS                                                        | Universidad/Proyecto/Club                | Posición       | Imagen |
| --- | --------------- | ----------------------------------------------------------------------- | ---------------------------------------- | -------------- | ------ |
| 25  | David Wright    | Miami Fusion (desde MetroStars)                                         | Universidad Creighton                    | Defensa        |        |
| 26  | Jeff Diaria     | Colorado Rapids (desde Kansas City Wizards vía New England Revolution)  | Universidad de San Luis                  | Delantero      |        |
| 27  | Sergio Salas    | D.C. United (desde New England Revolution)                              | Proyecto-40                              | Delantero      |        |
| 28  | Jon Conway      | San Jose Earthquakes                                                    | Universidad de Rurgers                   | Portero        |        |
| 29  | José Retiz      | Los Angeles Galaxy (desde Miami Fusion)                                 | Rancho Santiago                          | Centrocampista |        |
| 30  | Kerry Zavagnin  | Kansas City Wizards (desde Tampa Bay Mutiny vía New England Revolution) | Lehigh Valley Steam                      | Defensa        |        |
| 31  | Shaker Asad     | New England Revolution (desde Colorado Rapids)                          | Universidad de Santa Clara               | Centrocampista |        |
| 32  | Yuri Lavrinenko | Chicago Fire                                                            | Universidad de Indiana                   | Centrocampista |        |
| 33  | Brian Winters   | Columbus Crew                                                           | Universidad de Portland                  | Centrocampista |        |
| 34  | Steve Bernal    | Dallas Burn                                                             | Universidad de Creighton                 | Defensa        |        |
| 35  | Nick Rimando    | Miami Fusion (desde Los Angeles Galaxy)                                 | Universidad de California en Los Ángeles | Portero        |        |
| 36  | Fabio Zúñiga    | New England Revolution                                                  | Raritan Valley Community College         | Delantero      |        |

## Cuarta ronda
|  | Miembro de Proyecto-40 |

| N.º | Jugador              | Equipo de la MLS                                   | Universidad/Proyecto/Club   | Posición       | Imagen |
| --- | -------------------- | -------------------------------------------------- | --------------------------- | -------------- | ------ |
| 37  | Daniel Álvarez       | MetroStars                                         | Universidad de Furman       | Centrocampista |        |
| 38  | Adam Eyre            | New England Revolution (desde Kansas City Wizards) | Universidad de Santa Clara  | Defensa        |        |
| 39  | Bo Oshoniyi          | New England Revolution                             | Atlanta Silverbacks         | Portero        |        |
| 40  | Andrew Hemmerich     | San Jose Earthquakes                               | Universidad de Stanford     | Defensa        |        |
| 41  | Michael Burke        | D.C. United (desde Miami Fusion)                   | Charleston Batery           | Delantero      |        |
| 42  | Amos Magee           | Tampa Bay Mutiny                                   | Minesota Thunder            | Delantero      |        |
| 43  | Lance Key            | Colorado Rapids                                    | Universidad Trinity         | Defensa        |        |
| 44  | John Wolyniec        | Chicago Fire                                       | Long Island Rough Riders    | Delantero      |        |
| 45  | Christof Lindenmayer | Columbus Crew                                      | Universidad Loyola Maryland | Delantero      |        |
| 46  | Brian Piesner        | Dallas Burn                                        | Universidad de Rurgers      | Centrocampista |        |
| 47  | Josh Henderson       | Los Angeles Galaxy                                 | Lehigh Valley Steam         | Delantero      |        |
| 48  | Orlando Pérez        | MetroStars (desde D. C. United)                    | Orange County Blue Star     | Centrocampista |        |

## Quinta Ronda
|  | Miembro de Proyecto-40 |

| N.º | Jugador          | Equipo de la MLS                                | Universidad/Proyecto/Club                    | Posición       | Imagen |
| --- | ---------------- | ----------------------------------------------- | -------------------------------------------- | -------------- | ------ |
| 49  | Colby Jackson    | MetroStars                                      | Universidad Estatal de California, Fullerton | Delantero      |        |
| 50  | Tom Zawislan     | Kansas City Wizards                             | Universidad de Creighton                     | Portero        |        |
| 51  | Mark Schulte     | Tampa Bay Mutiny (desde New England Revolution) | Twin Cities Phoenix                          | Defensa        |        |
| 52  | Ian Russell      | San Jose Earthquakes                            | Seattle Sounders                             | Delantero      |        |
| 53  | Pablo Gentile    | Miami Fusion                                    | Miami Breakers                               | Defensa        |        |
| 54  | Brian Waltrip    | Tampa Bay Mutiny                                | Universidad del Sur de Florida               | Delantero      |        |
| 55  | Peter Scavo      | Colorado Rapids                                 | Universidad Seton Hall                       | Delantero      |        |
| 56  | Alejandro Rincón | Chicago Fire                                    | Universidad Estatal del Sur de Connecticut   | Centrocampista |        |
| 57  | Dominic Schell   | Columbus Crew                                   | Universidad de Mobile                        | Defensa        |        |
| 58  | Seth Marks       | Dallas Burn                                     | Universidad de Furman                        | Defensa        |        |
| 59  | Tomas Cerna      | Los Angeles Galaxy                              | Rancho Santiago                              | Delantero      |        |
| 60  | Micah Cooks      | D.C. United                                     | Proyecto-40                                  | Centrocampista |        |

## Sexta Ronda
|  | Miembro de Proyecto-40 |

| N.º | Jugador           | Equipo de la MLS                                               | Universidad/Proyecto/Club                         | Posición       | Imagen |
| --- | ----------------- | -------------------------------------------------------------- | ------------------------------------------------- | -------------- | ------ |
| 61  | Jake Dancy        | MetroStars                                                     | Kansas City Wizards                               | Defensa        |        |
| 62  | Casey Sweeney     | Kansas City Wizards                                            | Indiana Blast                                     | Defensa        |        |
| 63  | Tom Hardy         | New England Revolution                                         | Vancouver Whitecaps                               | Defensa        |        |
| 64  | Ubusuku Abukusumo | Tampa Bay Mutiny (desde San Jose Earthquakes vía Chicago Fire) | Columbus Crew                                     | Defensa        |        |
| 65  | Ernest Inneh      | Tampa Bay Mutiny (desde Miami Fusion vía Chicago Fire)         | Staten Island Vipers                              | Delantero      |        |
| 66  | Mike Gentile      | Tampa Bay Mutiny                                               | Minnesota Thunder                                 | Centrocampista |        |
| 67  | Rica Cullen       | Colorado Rapids                                                | Academia de la Fuerza Aérea de los Estados Unidos | Portero        |        |
| 68  | Kevin Jackson     | Chicago Fire                                                   | Universidad de Lehigh                             | Centrocampista |        |
| 69  | Ángel Rivillo     | Dallas Burn                                                    | Universidad de Creighton                          | Centrocampista |        |
| 70  | Ali Utush Juan    | Los Angeles Galaxy                                             | San Francisco Seals                               | Delantero      |        |

| Ronda   | Portero | Defensa | Mediocampista | Delantero | Total |
| ------- | ------- | ------- | ------------- | --------- | ----- |
| Primera | 1       | 5       | 5             | 1         | 12    |
| Segunda | 0       | 3       | 7             | 2         | 12    |
| Tercera | 2       | 3       | 4             | 3         | 12    |
| Cuarta  | 1       | 3       | 3             | 5         | 12    |
| Quinta  | 1       | 4       | 2             | 5         | 12    |
| Sexta   | 1       | 4       | 3             | 2         | 10    |
| Totales | 6       | 22      | 24            | 18        | 70    |